# Хайнрих Ман
Хайнрих Ман (на немски: Heinrich Mann) (1871 – 1950) е германски писател, автор на романи, новели, разкази, есета, мемоари.

## Биография
Хайнрих Ман роден на 27 март 1871 г. в северния ханзейски град Любек в семейството на сенатор и едър търговец от стар патрициански род. По-голям брат е на писателя Томас Ман, лауреат на Нобелова награда за литература през 1929 г.
След завършването на гимназия Хайнрих работи като книжар. Три години след смъртта на бащата и ликвидацията на фирмата му семейството се преселва през 1893 г. в Мюнхен. Оттам Хайнрих посещава Санкт Петербург, а след това предприема редица пътувания. През 1895 – 98 г. заедно с брат си – Томас Ман – пребивава в Италия, главно в Рим и Палестрина. До избухването на Първата световна война живее на различни места.

## Творчество
Най-известната творба на Хайнрих Ман е романът „Учителят Унрат или Краят на един тиранин“, възникнал през 1904 г., но публикуван през 1905 г. В Германия книгата е премълчавана, но поради множеството преводи и екранизацията през 1930 г. (под заглавие „Синият ангел“) с Марлене Дитрих романът достига световна слава.
В края на Първата световна война през 1918 г. излиза и най-успешният роман на Хайнрих Ман – (Верноподаникът). Само за няколко седмици от книгата са продадени близо 100 000 екземпляра.

## Обществена дейност
През 1931 г. Хайнрих Ман става президент на секцията по литература на Пруската академия на изкуствата, чийто член е от 1926 г.
След убийството на д-р Милан Съфли (Milan Šufflay) през 1931 г. Хайнрих Ман заедно с Алберт Айнщайн се обръщат към „Международния съюз за човешки права“ (International League of Human Rights) с молба за защита на хърватските учени от сръбския режим.

## Националсоциализъм и емиграция
Когато в Германия на власт идва Хитлер, националсоциалистите изключват Хайнрих Ман от Академията на изкуствата и му отнемат немското гражданство. Малко преди опожаряването на Райхстага през 1933 г. писателят емигрира във Франция, където се установява в Ница и през 1936 г. приема чехословашко гражданство. В 1940 г. с помощта на Лион Фойхтвангер успява през Испания и Португалия да замине за САЩ, където намира убежище в Лос Анджелис. Страната на неговото изгнание и нейната култура му остават чужди и брат му Томас Ман го подкрепя финансово.
Шест години преди собствения му край се самоубива втората жена на Хайнрих Ман, Нели Ман, която има тежки проблеми с алкохола.

## Признание
През 1949 г. Хайнрих Ман е избран за президент на Немската академия на изкуствата в Източен Берлин, но умира в Санта Моника през 1950 г. преди заплануваното завръщане в Германия. През 1961 г. урната с праха му е пренесена в ГДР и е погребана в Берлин.
В чест на писателя Академията на изкуствата в Берлин учредява през 1953 г. литературната награда „Хайнрих Ман“. Сред по-значимите лауреати са Щефан Хайм (1953), Франц Фюман (1956), Хайнер Мюлер (1959), Гюнтер Кунерт (1962), Криста Волф (1963), Йоханес Бобровски (1965), Петер Вайс (1966), Херман Кант (1967), Юрек Бекер (1971), Улрих Пленцдорф (1973), Карл Микел (1978), Фолкер Браун (1980), Петер Хакс (1981), Хайнц Чеховски (1984), Луизе Ринзер (1987), Вулф Кирстен (1989), Адолф Ендлер (1990), Кито Лоренц (1991) и Ханс Майер (1995).

### Проза
- Haltlos, 1891.
- In einer Familie, 1894
- Das Wunderbare und andere Novellen, 1897 (новела)
- Ein Verbrechen und andere Geschichten, 1898 (новела)
- Im Schlaraffenland, 1900
- Die Göttinnen oder Die drei Romane der Herzogin von Assy (трилогия), 1903
- Die Jagd nach Liebe, 1903
- Pippo Spano, 1905 (новела)
- Professor Unrat oder Das Ende eines Tyrannen, 1905 (auch: Der Blaue Engel)
- Zwischen den Rassen, 1907
- Die kleine Stadt, 1909
- Die Armen, 1917
- Der Untertan, 1918 (Верноподаникът)
- Der Kopf, 1925
- Eugénie oder Die Bürgerzeit, 1928
- Die große Sache, 1930
- Ein ernstes Leben, 1932
- Der Haß, deutsche Geschichte, 1933
- Die Jugend des Königs Henri Quatre, 1935
- Die Vollendung des Königs Henri Quatre, 1938
- Lidice, 1942
- Der Atem, 1949

### Есеистика
- Geist und Tat, 1910 – 18

### Мемоари
- Ein Zeitalter wird besichtigt, 1946

### Посмъртни публикации
- Empfang bei der Welt, 1956
- Briefwechsel mit Barthold Fles, 1942 – 1949

## Издания
- Das Wunderbare 1897
- Im Schlaraffenland 1900
- Zwischen den Rassen 1907
- Die kleine Stadt 1909
- Der Untertan 1918
- Der Kopf 1925
- Mutter Marie 1927
- Geist und Tat 1931
- Der Hass 1933
- Ein Zeitalter wird besichtigt 1946
- Der Atem 1949